# ゲノムハザード
『ゲノムハザード』は、司城志朗による日本の小説。
1998年、『ゲノム・ハザード』のタイトルで第15回サントリーミステリー大賞読者賞を受賞（大賞は結城五郎『心室細動』）。同年文藝春秋より単行本として刊行。2011年、小学館文庫より文庫として再リリースの際に現タイトルに改題、大幅に加筆改稿された。

## 書誌情報
- 単行本『ゲノム・ハザード』（1998年4月発売、文藝春秋）ISBN 978-4-16-317660-4
- 文庫『ゲノムハザード』（2011年1月6日発売、小学館文庫）ISBN 978-4-09-408585-3

## ラジオドラマ
1998年10月12日 - 10月23日に『ゲノム・ハザード』のタイトルでNHK-FM「青春アドベンチャー」でラジオドラマが放送された。全10話。

## 映画
『ゲノムハザード ある天才科学者の5日間』（ゲノムハザード あるてんさいかがくしゃのいつかかん、韓国題「無名人」）のタイトルで映画化。2014年1月24日、日本公開。2013年、第18回釜山国際映画祭のコリアン・シネマ・トゥデイ部門パノラマに正式出品。
また、2014年9月12日から14日にかけてアメリカ合衆国・ロサンゼルスで開催されたLA EigaFest 2013では招待作品として上映された。主演は西島秀俊。
本作は日本・韓国合作映画で、日韓共同投資や両国俳優の共演だけではなく、日韓両国が共同で企画、製作、配給を行うという形をとっている。撮影は9割以上が日本で行われ、2012年7月6日に神戸でクランクイン、同年10月7日にクランクアップ。
全国103スクリーンで公開され、映画観客動員ランキング（興行通信社調べ）で初登場第11位となった。

### キャスト
- 石神武人 / オ・ジヌ - 西島秀俊
- カン・ジウォン - キム・ヒョジン
- 美由紀 - 真木よう子
- 伊吹克彦 - 浜田学
- ハン・ユリ - 中村ゆり
- 警察を騙る男 - パク・トンハ
- イ・ギョンヨン
- 佐藤英輔博士 - 伊武雅刀

### スタッフ
- 監督・脚本：キム・ソンス
- 原作：司城志朗『ゲノムハザード』（小学館文庫刊）
- 音楽：川井憲次
- 日本版イメージソング：NICO Touches the Walls「パンドーラ」
- 助成：文化庁
- 提供：ハピネット
- 配給：アスミック・エース

### Blu-ray / DVD
2014年7月2日発売。発売・販売元はハピネット。
- ゲノムハザード ある天才科学者の5日間（2枚組）
  - ディスク1：本編ディスク
  - ディスク2：特典DVD
    - メイキング
    - 西島秀俊インタビュー
    - 釜山国際映画祭風景
    - 公開まで5日間! カウントダウン記者会見
    - 公開記念舞台挨拶
    - 未公開シーン集&NGシーン集
    - 40秒予告編
    - 劇場予告編

  - 封入特典
    - リーフレット

  - 初回限定特典
    - 特製スリーブケース